# 22 mars en sport
22 février 22 avril
Chronologies thématiques
- Croisades
- Ferroviaires
- Disney

Le 22 mars (81e jour de l'année ou 82e en cas d'année bissextile) en sport.

## Événements

### XIXesiècle
- 1880 :
  - (Aviron) : The Boat Race entre les équipes universitaires d'Oxford et de Cambridge. Oxford s'impose[1].
- 1888 :
  - (Football) : fondation par William McGregor de la première Ligue de football professionnel du monde, en Angleterre. La Ligue de football 1888/89 débute avec 12 clubs le 8 septembre 1888 pour se terminer le 20 avril 1889.
- 1889 :
  - (Football) : en Angleterre, fondation du club de Sheffield.
- 1890 :
  - (Football) : Preston North End FC, 15 victoires, 3 nuls et 4 défaites conserve son titre de champion d’Angleterre.
- 1894 :
  - (Hockey sur glace) : le Montreal Amateur Athletic Association conserve la Coupe Stanley en s’imposant 3-1 face aux Ottawa Generals.

### XXesièclede1951à2000
- 1989 :
  - (Hockey) : à Buffalo, Clint Malarchuk se blesse en recevant le patin d'un joueur de l'équipe adverse dans les artères. Cet accident a été choisi pour le pire de l'histoire du hockey.
- 1992 :
  - (Formule 1) : Grand Prix automobile du Mexique.
- 1995 :
  - (Basket-ball) : Côme (Italie) remporte la Coupe des Champions féminine en s'imposant face à Valence (Espagne), 64-57.

### XXIesiècle
- 2003 :
  - (Cyclisme) : l'Italien Paolo Bettini gagne la classique italienne Milan-San Remo.
- 2008 :
  - (Natation) : en finale du 100 mètres nage libre des Championnats d'Europe, à Eindhoven, (Pays-Bas), le Français Alain Bernard améliore en 47 s 50, son propre record du monde, établi la veille en demi-finale. Il remporte ainsi son premier titre de champion d'Europe en grand bassin en devançant de près d'une seconde le Suédois Stefan Nystrand (48 s 40) et l'Italien Filippo Magnini (48 s 53).

## Naissances

### XIXesiècle
- 1815 :
  - Ben Caunt, boxeur britannique. († 10 septembre 1861).
- 1841 :
  - James Kirkpatrick, footballeur écossais. († 10 novembre 1899).
- 1862 :
  - Edward Treharne, joueur de rugby gallois. (2 sélections en équipe nationale). († 29 décembre 1904).
- 1873 :
  - Joe Tracy, pilote automobile irlando-américain. († 20 mars 1959).
- 1878 :
  - Michel Théato, athlète de fond franco-luxembourgeois. Champion olympique du marathon aux Jeux de Paris 1900. († 2 avril 1923).

### XXesièclede1901à1950
- 1906 :
  - Ernest Liberati, footballeur français. (19 sélections en équipe de France). († 2 juin 1983).
- 1908 :
  - Jack Crawford, joueur de tennis australien. Vainqueur des internationaux d’Australie 1931, 1932, 1933 et 1935, de Roland Garros 1933 et du Tournoi de Wimbledon 1933. († 10 septembre 1991).
- 1912 :
  - Leslie Johnson, pilote de courses automobile anglais. († 8 juin 1959).
- 1919 :
  - Don Carlson, basketteur puis entraîneur américain. († 16 octobre 2004).
- 1924 :
  - John Stack, rameur d'aviron américain. Champion olympique du huit aux Jeux de Londres 1948. († 28 mai 1997).
- 1928 :
  - Ed Macauley, basketteur américain. († 8 novembre 2011).
- 1933 :
  - Michel Hidalgo, footballeur puis entraîneur français. (1 sélection en équipe de France). Sélectionneur de l'équipe de France championne d'Europe de football 1984. († 26 mars 2020).
- 1935
  - Gene Oliver, joueur de baseball américain. († 3 mars 2007).
  - Lea Pericoli, joueuse de tennis italienne. († 4 octobre 2024).
- 1936 :
  - Marcel Rozier, cavalier de sauts d'obstacles français. Médaillé d'argent par équipes aux Jeux de Mexico 1968 et champion olympique par équipes aux Jeux de Montréal 1976.
- 1937 :
  - Armin Hary, athlète de sprint allemand. Champion olympique du 100 m et du relais 4 × 100 m aux Jeux de Rome 1960. Champion d'Europe d'athlétisme du 100 m et du relais 4 × 100 m 1958.
- 1939 :
  - Terry Paine, footballeur anglais. Champion du monde de football 1966. (19 sélections en équipe nationale).
- 1940 :
  - Dave Keon, hockeyeur sur glace canadien.
- 1942 :
  - Alain Gottvallès, nageur français. Champion d'Europe de natation du 100 m et du relais 4 × 100 m nage libre 1962. († 29 février 2008).
  - Dick Pound, nageur canadien. Membre du CIO puis président de l'AGM de 1999 à 2007.
- 1945 :
  - Agustín Cejas, footballeur argentin. Vainqueur de la Copa Libertadores 1967.

### XXesièclede1951à2000
- 1955 :
  - Éric Beugnot, basketteur français. (212 sélections en équipe de France).
  - Martin Hoffmann, footballeur est-allemand puis allemand. Champion olympique aux Jeux de Montréal 1976. Vainqueur de la Coupe d'Europe des vainqueurs de coupe 1974. (66 sélections en équipe nationale).
  - Sonny Parker, basketteur américain.
- 1957 :
  - Jean-Luc Blanchemain, pilote de courses automobile d'endurance français.
- 1960 :
  - Jean-Pierre Bosser, footballeur français.
- 1963 :
  - Ronald Koeman, footballeur puis entraîneur néerlandais. Champion d'Europe de football 1988. Vainqueur des Coupe des clubs champions 1988 et 1992.
- 1965 :
  - John Kordic, hockeyeur sur glace canadien. († 8 août 1992).
- 1966 :
  - Peter Clohessy, joueur de rugby irlandais. (54 sélections en équipe nationale).
  - Todd Ewen, hockeyeur sur glace puis entraîneur canadien. († 19 septembre 2015).
- 1967 :
  - Mario Cipollini, cycliste sur route italien. Champion du monde de cyclisme sur route 2002. Vainqueur des Gand-Wevelgem 1992, 1993, 2002 et Milan-San Remo 2002.
- 1968 :
  - Sami Eddaou, footballeur marocain. († 30 juin 2012).
- 1970 :
  - Leontien van Moorsel, cycliste sur route et sur piste néerlandaise. Championne olympique de la course en ligne, du contre la montre et de la poursuite individuelle aux Jeux de Sydney 2000 puis championne olympique de la course contre la montre et médaillée de bronze de la poursuite individuelle aux Jeux d'Athènes 2004. Championne du monde de cyclisme sur route du contre la montre par équipes 1990, championne du monde de cyclisme sur route 1991 et 1993, championne du monde de cyclisme sur route du contre la montre 1998 et 1999. Championne du monde de cyclisme sur piste de la poursuite individuelle 1990, 2001, 2002 et 2003. Victorieuse de La Grande Boucle féminine 1992 et 1993
- 1972 :
  - Shawn Bradley, basketteur américano-allemand. (7 sélections avec l'équipe d'Allemagne).
  - Cory Lidle, joueur de baseball américain. († 11 octobre 2006).
  - Elvis Stojko, patineur artistique messieurs canadien. Médaillé d'argent aux Jeux de Lillehammer puis aux Jeux de Nagano 1998. Champion du monde de patinage artistique 1994, 1995 et 1997.
  - Jocelyn Gourvennec, footballeur puis entraîneur français.
  - Christophe Revault, footballeur puis entraîneur français. († 6 mai 2021).
- 1974 :
  - Marcus Camby, basketteur américain.
  - Lucimar de Moura, athlète de sprint brésilienne.
- 1975 :
  - Yann Mollinari, basketteur français.
  - Ludovic Turpin, cycliste sur route français.
- 1977 :
  - Ambrosi Hoffmann, skieur alpin suisse. Médaillé d'argent du super-G aux Jeux de Turin 2006.
  - Joel Kwiatkowski, hockeyeur sur glace canadien.
- 1978 :
  - Björn Lind, skieur de fond suédois. Champion olympique du sprint et du sprint par équipes aux Jeux de Turin 2006.
- 1979 :
  - Sergio Gallardo, athlète de demi-fond espagnol.
  - Sebastián Halpern, pilote automobile de rallyes-raid, de motocross et quad argentin.
  - Staņislavs Olijars, athlète de haies letton. Champion d'Europe d'athlétisme du 110 m haies 2006.
  - Cristian Petre, joueur de rugby roumain. (92 sélections en équipe nationale).
- 1980 :
  - Sherwin Vries, athlète de sprint sud-africain.
- 1981 :
  - Jürgen Melzer, joueur de tennis autrichien.
- 1982 :
  - Enrico Gasparotto, cycliste sur route italien. Vainqueur des Amstel Gold Race 2012 et 2016.
  - Michael Janyk, skieur alpin canadien.
- 1985 :
  - Jakob Fuglsang, cycliste sur route danois. Vainqueur des Tours du Danemark 2008, 2009 et 2010, du Tour de Slovénie 2009, du Tour de Luxembourg 2012 et du Tour d'Autriche 2012.
  - Giacomo Piccini, pilote de courses automobile italien.
- 1987 :
  - Mateusz Kasperzec, basketteur franco--polonais.
  - Ludovic Sané, footballeur franco--sénégalais. (35 sélections avec l'équipe du Sénégal).
- 1988 :
  - Geoffrey Soupe, cycliste sur route français.
- 1989 :
  - Jimmy Durmaz, footballeur suédois. (43 sélections en équipe nationale).
  - Benjamin King, cycliste sur route américain.
  - Patrick Wiencek, handballeur allemand. Médaillé de bronze aux Jeux de Rio 2016. Vainqueur des Coupe d'Europe des vainqueurs 2010 et 2011. (115 sélections en équipe nationale).
- 1991 :
  - Roberto Merhi, pilote automobile espagnol.
- 1992 :
  - Martin Bjørnbak, footballeur norvégien.
  - Walter Tavares, basketteur cap-verdien.
- 1993 :
  - Dimitri Foulquier, footballeur français.
  - Christopher Jullien, footballeur français.
  - Leila Ouahabi, footballeuse espagnole. (17 sélections en équipe nationale).
- 1994 :
  - Aliaksandra Sasnovich, joueuse de tennis biélorusse.
- 1995 :
  - Isaac Hayden, footballeur anglais.
  - Luc Steins, handballeur néerlandais. (70 sélections en équipe nationale).
- 1996 :
  - Aymen Hussein, footballeur irakien. (64 sélections en équipe nationale).
  - Juan Pablo Vaulet, basketteur argentin.
- 1997 :
  - Luiz Felipe, footballeur brésilien.
  - Alex Meret, footballeur italien.
- 1999 :
  - Sebastiaan Bornauw, footballeur belge.
  - Oliver Christensen, footballeur danois.
  - Dávid Ďuriš, footballeur slovaque.
  - Antonín Růsek, footballeur tchèque. (1 sélection en équipe nationale).
  - Marcus Tavernier, footballeur anglais.

### XXIesiècle
- 2001 :
  - Pablo Solari, footballeur argentin.
- 2002 :
  - Caitlin McFarlane, skieuse alpine française. Médaillée d'argent du super-G aux Jeux de la jeunesse de Lausanne 2020.
  - Daniel Tschofenig, sauteur à ski autrichien.
- 2003 :
  - Mauro Perković, footballeur croate.
- 2005 :
  - Bork Bang-Kittilsen, footballeur norvégien.

## Décès

### XXesièclede1901à1950
- 1936 :
  - John McKenna, 81 ans, entraîneur de football et homme d'affaires irlandais. (° 3 janvier 1855).
- 1946 :
  - René Cavally, 76 ans, athlète de sprint et de haies et joueur de rugby à XV français. (° 13 février 1870).
- 1950 :
  - André Vacherot, 89 ans, joueur de tennis français. Vainqueur des Tournois de Roland Garros 1894, 1895, 1896 et 1901. (° 27 août 1860).

### XXesièclede1951à2000
- 1959 :
  - Marcel Vacherot, 94 ans, joueur de tennis français. Vainqueur du tournoi de Roland Garros 1902. (° 12 novembre 1864).
- 1960 :
  - Maurice Hochepied, 78 ans, nageur et poloïste français. Médaillé d'argent du 200m nage libre par équipes aux Jeux de Paris 1900. (° 9 octobre 1881).
- 1969 :
  - Camille Mandrillon, 77 ans, patrouilleur militaire français. Médaillé de bronze aux Jeux de Chamonix 1924. (° 6 septembre 1891).
- 1974 :
  - Peter Revson, 35 ans, pilote de courses automobile américain. (° 27 février 1939).
- 1975 :
  - Guido Ara, 87 ans, footballeur puis entraîneur italien. (13 sélections en équipe nationale). (° 28 juin 1888).
- 1988 :
  - Eugène Ribère, 85 ans, joueur de rugby français. Médaillé d'argent aux Jeux de Paris 1924. (34 sélections en équipe de France). (° 14 juin 1902).
- 1991 :
  - Adrie Lasterie, 47 ans, nageuse néerlandaise. Championne d'Europe du 400 mètres nage libre, du 400 mètres quatre nages et du relais 4 × 100 mètres nage libre en 1962. Vice-championne olympique du relais 4 × 100 mètres nage libre aux Jeux d'été de 1964. (° 16 décembre 1943).
- 1997 :
  - Andreï Starovoïtov, 81 ans, joueur, arbitre puis dirigeant de hockey sur glace soviétique. (° 6 décembre 1915).
- 1998 :
  - Jean-Pierre Brucato, 53 ans, footballeur puis entraîneur français. (° 7 avril 1944).
  - Shoichi Nishimura, 85 ans, footballeur japonais. (2 sélections en équipe nationale). (° 1912).
- 1999 :
  - Charles Hummel, 89 ans, footballeur français. (° 28 mars 1909).
- 2000 :
  - Carlo Parola, 78 ans, footballeur puis entraîneur italien. (10 sélections en équipe nationale). (° 20 septembre 1921).

### XXIesiècle
- 2001 :
  - Stepas Butautas, 75 ans, joueur puis entraîneur de basket-ball soviétique. Champion d'Europe en 1947, 1951 et 1953. Médaillé d'argent lors des Jeux olympiques d'été de 1952. Sélectionneur de l'équipe féminine de l'Union soviétique avec laquelle il remporte le Championnat du monde de 1959 puis de l'équipe masculine de Cuba entre 1968 et 1970. (° 25 août 1925).
  - Rolf Birger Pedersen, 61 ans, footballeur norvégien. (15 sélections en équipe nationale). (° 23 septembre 1939).
- 2002 :
  - Marcel Hansenne, 85 ans, athlète de demi-fond français. Médaillé de bronze du 800 m aux Jeux de Londres 1948. Médaillé de bronze du 800 m aux CE d'athlétisme 1946 et médaillé d'argent du 800 m aux CE d'athlétisme 1950. (° 24 janvier 1917).
- 2003 :
  - Aimo Mäkinen, 78 ans, dirigeant de hockey sur glace finlandais. Vice-président de la Fédération finlandaise de hockey sur glace de 1975 à 1976. (° 9 juin 1924).
  - Michel Tylinski, 68 ans, footballeur français. (° 18 mai 1934).
- 2004 :
  - Peter Jackson, 73 ans, joueur de rugby anglais. Vainqueur du Grand Chelem 1957 et des tournois des Cinq Nations 1958 et 1963. (20 sélections en équipe nationale). (° 22 septembre 1930).
  - Pete Kelly, 91 ans, joueur de hockey sur glace canadien. Vainqueur de la Coupe Stanley en 1936 et 1937 avec les Red Wings de Détroit. (° 22 mai 1912).
- 2005 :
  - Jean Le Guilly, 73 ans, cycliste sur route français. (° 17 janvier 1932).
- 2007 :
  - Paul Taildeman, 77 ans, coureur cycliste belge. (° 15 novembre 1929).
  - Eugène Walaschek, 90 ans, footballeur suisse. (26 sélections en équipe nationale). (° 20 juin 1916).
- 2008 :
  - Ivo Baronti, 86 ans, coureur cycliste italien. (° 12 août 1921).
  - Eduardo José Corona, 82 ans, footballeur portugais. (° 1er septembre 1925).
- 2009 :
  - Howard Komives, 67 ans, joueur de basket-ball américain. (° 9 mai 1941).
  - Ryk van Schoor, 87 ans, joueur de rugby à XV sud-africain. (12 sélections en équipe nationale). (° 3 décembre 1921).
- 2010 :
  - Özhan Canaydın, 67 ans, dirigeant de basket-ball turc. Président du Galatasaray SK de 2002 à 2008. (° 23 février 1943).
  - Emil Schulz, 71 ans, boxeur allemand. Vice-champion olympique des poids moyens aux Jeux d'été de 1964. (° 25 mai 1938).
- 2011 :
  - Maria Isakova, 92 ans, patineuse de vitesse soviétique. Championne du monde toutes épreuves en 1948, 1949 et 1950. (° 5 juin 1918).
  - Günther Meergans, 95 ans, coureur de combiné nordique allemand. (° 27 octobre 1915).
- 2012 :
  - Ronald Stewart, 79 ans, joueur puis entraîneur de hockey sur glace canadien. Vainqueur de la Coupe Stanley en 1962, 1963 et 1964 avec les Maple Leafs de Toronto. (° 11 juillet 1932).
- 2013 :
  - Jim Lloyd, 73 ans, boxeur britannique. Médaillé de bronze des poids welters aux Jeux olympiques d'été de 1960. (° 5 juillet 1939).
  - Ray Williams, 58 ans, joueur de basket-ball américain. (° 14 octobre 1954).
- 2014 :
  - Robert Meyers, 89 ans, joueur de hockey sur glace canadien. Champion olympique lors des Jeux d'hiver de 1952. (° 11 août 1924).
  - Miché, 78 ans, footballeur espagnol. (° 19 mai 1935).
  - Tony Porcel, 76 ans, boxeur français. (° 17 décembre 1937).
- 2016 :
  - Jean Cornelis, 74 ans, footballeur puis entraîneur belge. (19 sélections en équipe nationale). (° 2 août 1941).
  - Aarne Honkavaara, 91 ans, joueur de hockey sur glace finlandais. (47 sélections en équipe nationale). (° 7 juin 1924).
  - Norm Johnson, 83 ans, joueur de hockey sur glace canadien. (° 27 novembre 1932).
- 2017 :
  - Pete Hamilton, 74 ans, pilote de NASCAR américain. (° 20 juillet 1942).
  - Ronnie Moran, 83 ans, footballeur puis entraîneur anglais. (° 28 février 1934).
- 2018 :
  - Dick Gamble, 89 ans, joueur de hockey sur glace canadien. Vainqueur de la Coupe Stanley en 1953 avec les Canadiens de Montréal. Membre du temple de la renommée de la LAH depuis 2007. (° 16 novembre 1928).
  - René Houseman, 64 ans, footballeur argentin. Vainqueur de la Coupe du monde 1978 et finaliste de celle de 1974. (53 sélections en équipe nationale). (° 19 juillet 1953).
- 2021 :
  - Elgin Baylor, 86 ans, joueur puis entraîneur de basket-ball américain. Membre du Hall of Fame depuis 1977. (° 16 septembre 1934).
  - Johnny Dumfries, 62 ans, pilote automobile britannique. Vainqueur des 24 Heures du Mans en 1984. (° 26 avril 1958).
  - Paule Moris, 88 ans, skieuse alpine française. (° 28 décembre 1932).
  - Frank Worthington, 72 ans, footballeur puis entraîneur anglais. (8 sélections en équipe nationale). (° 23 novembre 1948).
- 2023 :
  - Anthony Knapp, 86 ans, footballeur puis entraîneur anglais. Sélectionneur de l'équipe d'Islande entre 1984 et 1985. (° 13 octobre 1936).